# El Portillo, Guevea de Humboldt
El Portillo är en ort i Mexiko.   Den ligger i kommunen Guevea de Humboldt och delstaten Oaxaca, i den sydöstra delen av landet, 500 km sydost om huvudstaden Mexico City. El Portillo ligger 685 meter över havet och antalet invånare är 308.
Terrängen runt El Portillo är lite bergig. Runt El Portillo är det glesbefolkat, med 11 invånare per kvadratkilometer. Närmaste större samhälle är Santa María Nativitas Coatlán, 19,9 km väster om El Portillo. I omgivningarna runt El Portillo växer huvudsakligen savannskog.